# Sung-šan
Sung-šan (čínsky pchin-jinem Song shan, znaky zjednodušené 嵩山) nebo také Hora středu je hora v okrese Teng-feng čínské provincie Che-nan. Tvoří ji horský masiv táhnoucí se v délce přes šedesát kilometrů, který má 72 vrcholků; výška největšího z nich Ťün-ťi je uváděna mezi 1491 a 1512 metry nad mořem. Nachází se na jižním břehu Žluté řeky, nedaleko hlavního města starověké Číny Luo-jangu. Díky své dominantní poloze nad hustě osídlenou krajinou hrála v čínské kultuře od nejstarších dob důležitou roli: v knize Š’-ťing se o ní píše: „Hora Sung se hrdě ční, svah končí až v nebesích.“ Pro taoisty je jednou z Pěti velkých hor, mezi nimiž zaujímá centrální geografickou pozici, nachází se zde chrám Čung-jüe. Buddhisté zde v 5. století založili klášter Šaolin, považovaný za místo, kde Bódhidharma založil zenovou školu. Dalším významným místem pro buddhistickou víru je chrám Fa-wang z období dynastie Tchang s 40 m vysokou pagodou. Na úpatí hory se nachází řada architektonických památek včetně nejstarší čínské observatoře, zapsaných roku 2010 na seznam Světového dědictví pod společným názvem Historické památky Teng-fengu „ve středu Nebe a Země“. Samotná hora Sung-šan je chráněná jako geopark.